# جینا هولدن
جینا هولدن (انگلیسی: Gina Holden؛ زادهٔ ۱۷ مارس ۱۹۷۵) یک هنرپیشه، و مانکن (فرد) اهل کانادا است. وی از سال ۲۰۰۲ میلادی تاکنون مشغول فعالیت بوده‌است.
از فیلم‌ها یا برنامه‌های تلویزیونی که وی در آن نقش داشته است می‌توان به اره سه‌بعدی، مقصد نهایی ۳، بیگانه علیه غارتگر ۲ اشاره کرد.